# 羅光強
羅光強（1960年6月30日—），前任沙田區議會富龍選區議員（2000-2015）、新民黨／公民力量成員、地區組織「力行社」創辦人，香港長跑賽事推動者。

## 簡歷
羅光強早年畢業於英國雪菲爾大學機械工程學士（1989年），香港理工學院（1984年-1988年），黃克競工業學院（1980年-1985年），中學就讀旺角勞工子弟學校。

## 從政生涯
羅光強加入地區政團公民力量，1999年於富寶選區首次當選，踏入政壇。其後富寶選區重劃，加入錦龍苑及烏溪沙村成富龍選區，羅於該區當選並連任四屆。
2011年區議會選舉，羅在無對手下自動當選。2014年2月隨公民力量與新民黨結盟而加入新民黨。
2015年區議會選舉，羅面對民主黨派出有「民主黨李英愛」之稱的曾素麗挑戰。最後羅獲2730票，不敵曾素麗的3027票，連任失敗，結束16年的區議會生涯。

## 長跑事業
羅在中學就讀旺角勞工子弟學校時，已經愛上長跑，1997年成立「力行社」，推動義工服務及舉辦各類康樂體育活動，讓青少年發展潛能及建立自我。現時他是樂華長跑會會員，亦是渣打馬拉松的常客。
羅曾於2008年發起「港京耐力馬拉松」，同年6月6日他與3名本地長跑好手陳國強、羅楚健、黃偉健一同由香港跑上北京，並在7月31日抵達北京。
2013年，羅與力行社創立香港第三個馬拉松賽事「城門河皇者之戰」，賽事創辦之前，香港只有兩個全馬賽事——渣打馬拉松及中國海岸馬拉松，並出任籌委會主席，比賽顧問包括馬逢國、陳克勤、葛珮帆、及多名建制派的區議員。

## 家庭
已婚，育有一子一女，幼女羅伊琳參選2023年香港區議會選舉沙田北選區並成功當選，合併前10個小選區其中1個就是父親曾任區議員的富龍選區，令沙田區議會出現史上首次「(隔代)父女世襲」的情況。

## 外部連結
- 力行社官方網站 （页面存档备份，存于）
- 「皇者之戰」馬拉松官方網站 （页面存档备份，存于）
- 區議員羅光強 （页面存档备份，存于）

| 議會席位 | 議會席位                         | 議會席位      |
| -------- | -------------------------------- | ------------- |
| 首任     | 沙田區議會富龍選區 2000年-2015年 | 繼任： 曾素麗 |